# Лудуш
Лудуш (рум. Luduș, мађ. Marosludas) град је у Румунији. Лудуш се налази у средишњем делу земље, у историјској покрајини Трансилванија. Лудуш је трећи по важности град округа Муреш.
Лудуш је према последњем попису из 2002. имао 17.497 становника.

## Географија
Град Лудуш налази се у средишњем делу историјске покрајине Трансилваније, око 70 km југоисточно до Клужа.
Лудуш је смештен у котлини реке Мориш, на приближно 270 m надморске висине. Северно и јужно од града протежу се нижи Карпати, а западно се пружа бреговито подручје средишње Трансилваније.

## Становништво
Матични Румуни чине већину градског становништва Лудуша (70%), а од мањина присутни су Мађари (25%) и Роми (5%). Мађари су почетком 20. века чинили већину градског становништва. До средине 20. века у граду су били присутни и Јевреји и Немци.

## Галерија
- Римокатоличка црква
- Реформатска црква

## Становништво
| 2011.  |
| ------ |
| 15.328 |